# Ligula intestinalis
De riemworm (Ligula intestinalis) is een lintworm die tweeslachtig is. De soort leeft als parasiet in andere dieren.
De wetenschappelijke naam is gepubliceerd in 1758 door Linnaeus in de tiende editie van Systema naturae.